# PlayStation Portable
PlayStation Portable je prenosna igralna konzola. Predstavljena je bila 11. maja 2004 na Sonyjevi tiskovni konferenci pred začetkom E3 2004.
Na tržišče je na Japonskem prišla 12. decembra 2004, v Severni Ameriki pa 24. marca 2005. PAL različica je izšla 1. septembra 2005. Za njo se je pojavila različica »PlayStation Portable Slim & Lite«, ki je enaka prvi, loči  pa jo predvsem to da je za 33% lažja in 19% tanjša od prejšnje različice. Obstajajo tudi druge različice PSP konzol. Te so PSP 2000, PSP 3000, PSP GO in PSP E1000.

## Cene PSP-ja na začetku
| Država          | Cena        | Datum            |
| --------------- | ----------- | ---------------- |
| Združene države | US $199.99  | 30 april, 2007   |
| Združene države | US$169.99   | 14 maj, 2007     |
| Hongkong        | HK$1360     | 3 april 2007     |
| Južna Korea     | KRW 196,000 | 30 maj 2007      |
| Evropa          | €199,99     | 3 april 2007     |
| Evropa          | €169,99     | 4 maj 2007       |
| Kanada          | CDN$199.99  | 3 april 2007     |
| India           | INR 13990   | 25 august 2006   |
| Indija          | INR 8990    | 27 april 2007    |
| Australija      | AU$ 329.95  | 24 maj 2007      |
| Australija      | AU$ 279.95  | 3 april 2007     |
| Singapur        | S$ 279.00   | 9 junij 2007     |
| Velika Britanja | GB£180.00   | 1 september 2005 |
| Velika Britanja | GB£149.99   | 3 april 2007     |
| Velika Britanja | GB£129.99   | 4 maj 2007       |